# Lagos (pare de Ptolemeu)
Lagos (en llatí Lagus, en grec antic Λάγος) era el pare o suposat pare de Ptolemeu I Sòter, el fundador dels làgides o dinastia ptolemaica egípcia.
Lagos era un general macedoni d'obscur origen segons Plutarc, que es va casar amb Arsínoe, una de les concubines de Filip II de Macedònia. El rumor deia que Arsínoe estava embarassada quan es va casar amb Lagos i per això es va suposar sovint que Ptolemeu era fill en realitat de Filip i no de Lagos, segons Pausànies, Quint Curci Ruf i l'enciclopèdia Suides. Teòcrit de Siracusa diu que Ptolemeu era descendent d'Hèracles, i segurament amb això el fa fill de Filip.
Més tard sembla que va estar casar amb Antígona la neboda d'Antípater, amb la que va ser pare de Berenice I, germanastra i esposa de Ptolemeu I.